# Parádně pokecal
Parádně pokecal je český film režiséra Tomáše Pavlíčka z roku 2014. Jde o jeho celovečerní debut. Vypráví o 25letém Štěpánovi (Vít Rohr), který se po odchodu z vysoké školy vrací do svého rodného maloměsta a živí se prací v call centru. Po telefonu se seznámí s tajemnou slečnou Marií. Děj filmu se odehrává ve fiktivním městě Sedmihoří.
Film byl uveden na festivalu v Karlových Varech ve Fóru nezávislých.

## Výroba
Natáčení probíhalo mj. v Chrudimi koncem července a v srpnu 2013 a na Kokořínsku. Natáčelo se na 16mm film, výsledkem bylo asi 7 hodin filmu.

## Obsazení
| Vít Rohr            | Štěpán Procházka |
| Václav Vydra        | Karel            |
| Jakub X. Baro       | Ready            |
| Jiří Šimek          | Pepé             |
| Jana Krausová       | Karlova Marie    |
| Marie Doležalová    | Marie            |
| Lukáš Pavlásek      | policista        |
| Jenovéfa Boková     | Klára            |
| Eliška Křenková     | Lucie            |
| Vladimír Polívka    | Ondřej           |
| Matěj Ruppert       | šéf call centra  |
| Tereza Konrádová    | Romana           |
| Tereza Nádvorníková | Pája             |
| Aneta Krejčíková    | Patricie         |
| Miroslav Kaman      | profesor         |
| Anežka Rusevová     | recepční         |

## Recenze
- Alena Prokopová
- František Fuka, FFFilm
- Matěj Svoboda, MovieZone.cz
- Jaroslav Stuchlý, 25fps.cz

## Ocenění
Režisér Tomáš Pavlíček byl nominován na cenu pro objev roku na Cenách české filmové kritiky, ale nominaci neproměnil.